# Koreagate
«Koreagate» (en coreà: 코리아게이트) va ser un escàndol polític estatunidenc el 1976 que va implicar figures polítiques sud-coreanes que buscaven la influència de 10 diputats demòcrates del Congrés. Un objectiu immediat de l'escàndol sembla haver estat revertir la decisió del president Richard Nixon de retirar les tropes de Corea del Sud. Va involucrar l'Agència Central d'Intel·ligència de Corea (KCIA) suposadament embutxacant suborns i favors a través de l'empresari coreà Tongsun Park en un intent d'obtenir favor i influència per als objectius de Corea del Sud. Park va fugir dels Estats Units i el govern de Corea del Sud es va negar d'extradir-lo llevat que rebés immunitat. Es va rebutjar la immunitat i Park va romandre a Corea. Al final, dos diputats del Congrés van ser acusats de crims: el representant Richard T. Hanna de Califòrnia i el representant Otto Passman de Louisiana. Passman va ser absolt després d'un judici. Hanna es va declarar culpable i va complir un any a la presó. Altres tres congressistes van ser amonestats per la Cambra.

## Parts implicades
Tongsun Park i el congressista estatunidenc Richard T. Hanna (D-CA) van ser dos dels principals actors implicats en l'escàndol del Koreagate. Tongsun Park representava la part coreana de l'acord secret, mentre que Richard Hanna era el principal responsable de la part estatunidenca de l'acord. Segons l'acord, totes dues parts es repartirien les comissions de les vendes d'arròs estatunidenc a Corea del Sud i les utilitzarien per a obtenir decisions favorables per a Seül en el Congrés dels Estats Units. Hanna es va encarregar d'ajudar a Chung Il-kwon i a Park a trobar tècniques eficaces de lobby, per a això els va aconsellar que emulessin els models taiwanès i israelià que havien tingut èxit en el passat.
Park també es va encarregar d'oferir incentius econòmics addicionals a Hanna i a altres membres del Congrés, tasca que es va veure facilitada per les quantioses comissions per la venda d'arròs. Aquests incentius financers suposadament oscil·laven entre els 100.000 i els 200.000 dòlars cada vegada per persona. Se suposa que van participar uns 115 diputats del Congrés. També es va especular amb el paper del fundador del moviment d'Unificació, Sun Myung Moon, de l'exdirector de la KCIA, Kim Hyong-uk, i de l'ex-primer ministre sud-coreà, Chung Il-kwon.